# Nivnice
Nivnice település Csehországban, a Uherské Hradiště-i járásban. Nivnice Slavkov, Vlčnov, Korytná, Horní Němčí, Uherský Brod, Bánov és Suchá Loz településekkel határos. Lakosainak száma 3373 fő (2024. január 1.).

## Népesség
A település lakosságának változását az alábbi diagram mutatja:
| Lakosok száma | 1463 | 2228 | 2614 | 3283 | 3213 | 3277 | 3335 | 3374 | 3217 | 3373 |
|               | 1869 | 1900 | 1921 | 1961 | 1980 | 2011 | 2016 | 2019 | 2021 | 2024 |

## Híres személy
Itt született 1592-ben Comenius (csehül Jan Amos Komenský) cseh pedagógus és író, „a nemzetek tanítója”.